# Подлипки (Рязанская область)
Подли́пки (тат. Шырын) — населенный пункт в Касимовском районе Рязанской области. Входит в состав Торбаевского сельского поселения. Проживают татары, русские. Татарское название села связано со знатным татарским родом мурз Ширинских, проживавших в этом селе. Относилось к группе ак аймак поселений касимовских татар.

## История
По дореволюционному административному делению село Подлипки относилось к Татарской волости Касимовского уезда Рязанской губернии.

## Население
| 1859 | 1897 | 1906 | 2010 |
| ---- | ---- | ---- | ---- |
| 653  | ↗655 | ↗728 | ↗840 |

Национальный состав
| Народ   | 2002 | 2010 |
| ------- | ---- | ---- |
| русские | 85 % | 85 % |
| татары  | 15 % | 15 % |

## Ислам
В 1862 году в селе уже была мечеть. В конце XIX века к приходу мечети относились также жители деревни Барамыково (всего 751 человек).
Точная дата постройки мечети неизвестна. В ведомости приходов и духовных лиц указан год постройки мечети — 1880 год, в постановлении областной думы — XVIII век. Деревянное здание мечети с минаретом сохранилось до нашего времени. Памятник архитектуры Рязанской области (постановление Рязанской областной думы от 26.10.1994 № 17). Здание мечети передано мусульманской общине и с 1997 года используется по назначению.